# South Australian Open 1985
Il South Australian Open 1985 è stato un torneo di tennis giocato sull'erba. È stata la 9ª edizione del Torneo di Adelaide, che fa parte del Nabisco Grand Prix 1985. Si è giocato ad Adelaide in Australia dal 16 al 23 dicembre 1985.

## Campioni

### Singolare
Eddie Edwards ha battuto in finale  Peter Doohan con il punteggio di 6–2, 6–4

### Doppio
Mark Edmondson /  Kim Warwick hanno battuto in finale  Nelson Aerts /  Tomm Warneke con il punteggio di 6–4, 6–4